# Ville-en-Vermois
 Ville-en-Vermois  es una población y comuna francesa, en la región de Lorena, departamento de Meurthe y Mosela, en el distrito de Nancy y cantón de Saint-Nicolas-de-Port.

## Demografía
| 224 | 220 | 374 | 626 | 625 | 606 |
| Para los censos de 1962 a 1999 la población legal corresponde a la población sin duplicidades (Fuente: INSEE [Consultar]) |     |     |     |     |     |